# Jura-Bern-Luzern Bahn

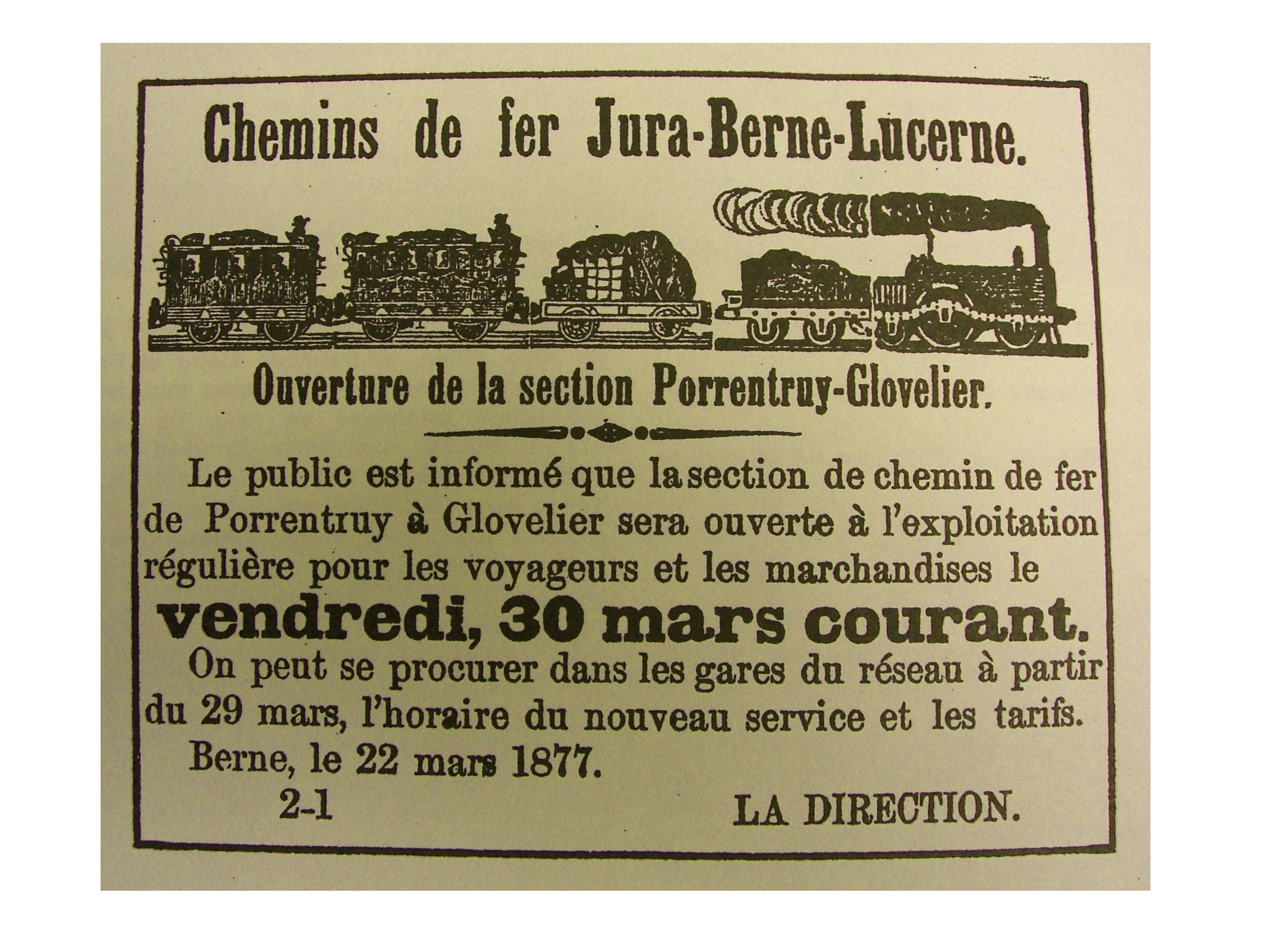
Manifesto inaugurale della Jura-Bern-Luzern Bahn, 22 marzo 1877

La Jura–Bern–Luzern Bahn, (il cui acronimo era JBL), è stata una compagnia ferroviaria della Svizzera operante dal 1884 al 1891.

## Storia
La compagnia venne costituita il 1º luglio 1884 mediante la fusione di due precedenti società ferroviarie: la Compagnia del Giura Bernese (JB) e la compagnia esercente la Bern-Luzern Bahn (BLB) prendendo il nome di Jura-Bern-Luzern Bahn.
Il 25 agosto 1886 la nuova compagnia iniziò la costruzione della ferrovia del Brünig, la concessione della quale era stata acquistata dal Comitato per la ferrovia del Brunig (che non aveva fondi sufficienti per realizzarla). Il 14 giugno 1888 aprì all'esercizio i primi 44 km da Alpnachstad, attraverso il valico del Brünig, a Brienz. Il 1º giugno 1889 aprì la sezione per Lucerna.
Il 1º gennaio 1891, meno di sette anni dopo, la società si fuse con la Compagnia del Jura-Simplon che si era costituita l'anno prima, confluendo infine, nel 1903, nelle nuove Ferrovie Federali Svizzere.